# ヘリウム化二ナトリウム
ヘリウム化二ナトリウム（へりうむかになとりうむ）は、化学式Na2Heで表される化合物である。世界で初めて発見・合成された熱力学的に安定なヘリウムの化合物である。

## 概要
ヘリウムやネオンは第18族元素の中でも極めて反応性に乏しく、ヘリウムのイオン化エネルギーはすべての元素の中で最大であり24.59 eVにも及ぶ。ヘリウムやネオン以外の第18族元素の化合物は以前より見つかっていたが、ヘリウムの化合物はヘリウム化二ナトリウムの発見までヘリウム原子がファンデルワールス力で結合したファンデルワールス分子や包接化合物以外はほとんど見つかっておらず、理論的には予想されていたが実験的な合成は極めて高圧な状態が必要であり合成された例はなかった。
しかし、2017年にXiao Dongらの研究チームが「USPEX」と呼ばれるアルゴリズムを用いて存在を予測したヘリウム化二ナトリウムの合成に成功したと発表した。これはヘリウムとナトリウムの単体を入れた容器にカーネギー研究所（アメリカ）のダイヤモンドアンビルセル（通称：DAC）と呼ばれる高圧実験に用いられる機器を用いて113 GPa以上の高圧状態の下でレーザーで加熱するというものであり、以下の反応が起こる。
{\displaystyle {\ce {2Na + He -> Na2He}}}
X線回折による実験によりヘリウム化二ナトリウムが確かに合成されていることが判明した。ヘリウム化二ナトリウムは蛍石型の結晶構造を持ち、ナトリウム原子8個によって囲まれた立方体格子に4つのヘリウム原子が入り込んだ八中心二電子結合が存在する熱力学的に安定な状態である。また絶縁体の性質を持つことがわかっている。さらに、ヘリウム化酸化二ナトリウム（Na2HeO）が15～110 GPaで存在する可能性が予測されている。これらの研究論文は「Nature Chemistry」に掲載された。超高圧下でのヘリウムの性質が解明されることで、宇宙空間の極端条件下での化学反応についての研究が進展すると期待されている。